# Tex Ritter
Pour les articles homonymes, voir Ritter.
Tex Ritter, né le 12 janvier 1905 à Murvaul (en) (Texas) et mort le 2 janvier 1974 à Nashville (Tennessee), est un chanteur et acteur américain.

## Biographie
En 1964, il est introduit au Country Music Hall of Fame.
Époux de Dorothy Fay (1915-2003). Son fils, John Ritter (1948-2003) est acteur, humoriste et producteur. Son petit-fils, Jason Ritter (né en 1980) est également acteur.

## Filmographie
Sauf indication contraire, les informations mentionnées dans cette section peuvent être confirmées par les bases de données cinématographiques  présentes dans la section « Liens externes ».

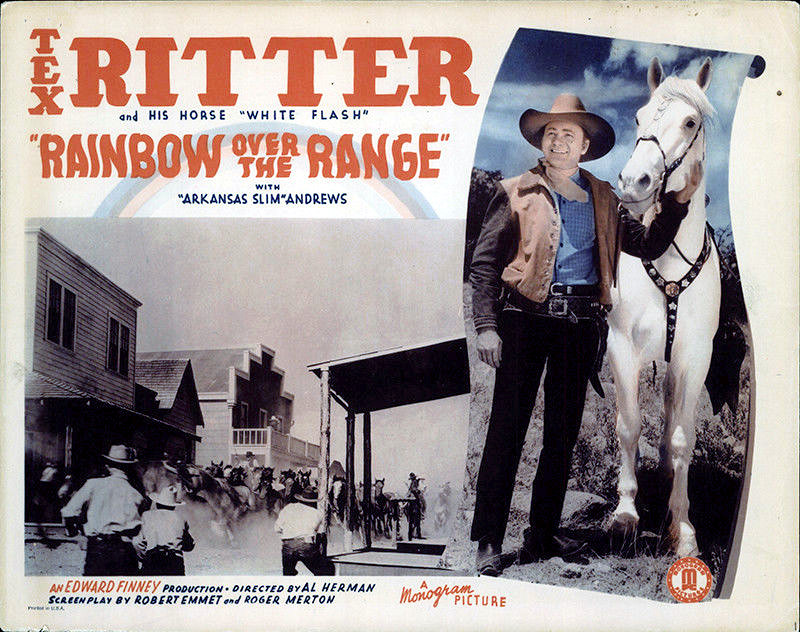
Tex Ritter dans Rainbow Over the Range (1940).

- 1936 : Song of the Gringo (en) de John P. McCarthy : Tex
- 1936 : Headin' for the Rio Grande (en) de Robert North Bradbury : Tex Saunders
- 1937 : Arizona Days (en) de John English : Tex Malinson
- 1937 : Trouble in Texas de  Robert N. Bradbury : Tex Masters
- 1937 : Hittin' the Trail (en) de  Robert N. Bradbury : Tex Randall
- 1937 : Sing, Cowboy, sing de Dean Reed : Tex Archer
- 1937 : Riders of the Rockies (en) de  Robert N. Bradbury : Tex Rand
- 1937 : The Mystery of the Hooded Horsemen de Ray Taylor : Tex Martin
- 1937 : Tex Rides with the Boy Scouts (en)  de Ray Taylor : Tex Collins
- 1938 : The Rangers' Round-Up (en) de Sam Newfield : Tex Lansing, alias Tex Rawlins
- 1938 : Rollin' Plains (en) d'Albert Herman : Tex Lawrence
- 1938 : The Utah Trail (en) d'Albert Herman : Tex Stewart, posing as the Pecos Kid
- 1938 : Starlight Over Texas (en) d'Albert Herman : Tex Newman
- 1938 : Where the Buffalo Roam d'Art Linson : Tex Houston
- 1938 : Song of the Buckaroo (en)d'Albert Herman  : Texas Dan
- 1939 : Sundown on the Prairie : Tex
- 1939 : Rollin' Westward : Tex
- 1939 : The Man from Texas d'Albert Herman : Tex Allen
- 1939 : Down the Wyoming Trail : Tex Yancey
- 1939 : Riders of the Frontier : Tex Lowery
- 1939 : Westbound Stage : Tex Wallace
- 1940 : Rhythm of the Rio Grande : Tex Regan
- 1940 : Pals of the Silver Sage : Tex Wright
- 1940 : Cowboy from Sundown : Sheriff Tex Rockett
- 1940 : The Golden Trail : 'mTex Roberts
- 1940 : Rainbow Over the Range (en) : Tex Reed
- 1940 : Roll, Wagons, Roll : Tex Masters
- 1940 : Arizona Frontier : Tex
- 1940 : Take Me Back to Oklahoma : Tex Lawton
- 1940 : Rolling Home to Texas : Tex Reed
- 1941 : Ridin' the Cherokee Trail : Ranger Lt. Tex Ritter
- 1941 : The Pioneers : Tex
- 1941 : King of Dodge City (en) : Tex Rawlings
- 1941 : Roaring Frontiers (en) de Lambert Hillyer : Tex Martin (aka Tex Rawlings)
- 1942 : Lone Star Vigilantes : Tex Martin
- 1942 : Bullets for Bandits : Sheriff Tex Martin
- 1942 : North of the Rockies : Tex Martin
- 1942 : The Devil's Trail : Marshal Tex Martin
- 1942 : Prairie Gunsmoke : 'lTex Terrell
- 1942 : Vengeance of the West (en) de Lambert Hillyer : 'mCalifornia Ranger Captain Tex Lake
- 1942 : Deep in the Heart of Texas (en) d'Elmer Clifton : Brent Gordon
- 1942 : Little Joe, the Wrangler : Sheriff Bob Brewster
- 1942 : The Old Chisholm Trail (en) d'Elmer Clifton : Montana Smith
- 1943 : Tenting Tonight on the Old Camp Ground (en) de Lewis D. Collins : Bob Courtney
- 1943 : Cheyenne Roundup (en) de  Ray Taylor : Steve Rawlins
- 1943 : Raiders of San Joaquin (en) de  Lewis D. Collins : Gil Blake'm
- 1943 : The Lone Star Trail (en) de Ray Taylor : Fargo Steele
- 1943 : Frontier Badmen (en) de Ford Beebe : Jerry Kimball (cattle buyer)
- 1943 : Sur la piste d'Arizona (en) (Arizona Trail) de Vernon Keays (en) : Johnnie Trent
- 1944 : Marshal of Gunsmoke (en) de Vernon Keays (en) : Marshal Ward Bailey
- 1944 : Cowboy Canteen (en) de Lew Landers : Tex Coulter
- 1944 : Oklahoma Raiders (en) de  Lewis D. Collins  : Steve Nolan
- 1944 : Gangsters of the Frontier (en) d'Elmer Clifton : Tex Haines
- 1944 : Dead or Alive (en) d'Elmer Clifton  : Tex Haines aka Idaho Kid
- 1944 : The Whispering Skull (en)d'Elmer Clifton  : Tex Haines
- 1945 : Marked for Murder (en) d'Elmer Clifton  : Tex Haines
- 1945 : Enemy of the Law (en) d'Harry L. Fraser : Tex Haines
- 1945 : Three in the Saddle (en) d'Harry L. Fraser : Tex Haines
- 1945 : Frontier Fugitives (en) d'Harry L. Fraser : Texas Ranger Tex Haines
- 1945 : Flaming Bullets (en) d'Harry L. Fraser : Texas Ranger Tex Haines
- 1950 : Holiday Rhythm (en) de Jack Scholl : Tex Ritter
- 1952 : Buffalo Bill in Tomahawk Territory (en) de Bernard B. Ray : image d'archives de Where the Buffalo Roam
- 1955 : Un jeu risqué (Wichita) de   Jacques Tourneur: chanteur
- 1955 : Apache Ambush (en) de Fred F. Sears : Traeger
- 1955 : The First Bad Man (en) de Tex Avery : narrateur (voix)
- 1956 : Down Liberty Road d'Harold D. Schuster
- 1958 : Ranch Party (série télévisée) : Regular (1958)
- 1961 : Five Star Jubilee (en) (série télévisée) : Alternate Host (1961)
- 1965 : Tom and Jerry (série télévisée) (voix)
- 1966 : The Girl from Tobacco Row (en) de Ron Ormond : Preacher Bolton
- 1972 : The Marshal of Windy Hollow (en) de Jerry Whittington  : Windy Hollow Mayor
- 1973 : Sing a Country Song de Jack McCallum